# Stato sviluppista
Per teoria dello Stato sviluppista (in inglese developmental State) si intende un approccio allo sviluppo utilizzato dagli studiosi dell'International Political Economy per delineare il fenomeno della pianificazione macroeconomica guidata dallo Stato, effettuata nei Paesi dell'Asia meridionale e orientale alla fine del XX secolo.
La teoria dello Stato sviluppista è stata elaborata in risposta alla teoria del sistema-mondo, ristabilendo la centralità dello Stato nel processo di sviluppo. Tale teoria nega la linearità e la universalità del processo di sviluppo, basandosi sull'idea che la crescita economica sia interconnessa con la politica e che lo Stato abbia un ruolo preminente nel determinare il processo storico: negando la linearità del processo di sviluppo e sottolineando l'unicità di ogni Paese di determinare il processo storico in relazione alle dinamiche di classe e alla forza e autonomia dello Stato stesso, la teoria dello Stato sviluppista risulta strettamente legata al concetto di path dependency. Lo sviluppo, inoltre, non avviene per fasi precostituite e dipende dalla stabilità dello Stato nell'implementare politiche di sostegno alla realizzazione dello sviluppo stesso. Le caratteristiche di questo approccio sono: nazionalismo economico, enfasi sulla massimizzazione delle quote di mercato piuttosto che sulla massimizzazione del profitto, protezione dell'industria interna, sviluppata burocrazia di governo, corporativismo (alleanza tra Stato, lavoratori e industriali), scetticismo verso il neoliberismo e il Washington Consensus, priorità della crescita economica sulle riforme politiche.